# رالف إم. ريتش
رالف إم. ريتش (بالإنجليزية: Ralph M. Rich)‏ هو ضابط أمريكي، ولد في 22 يناير 1916 في Denmark Township ‏ في الولايات المتحدة، وتوفي في 18 يونيو 1942 في الجزر الهاوايية في الولايات المتحدة.